# Liste der Flughäfen in Kap Verde

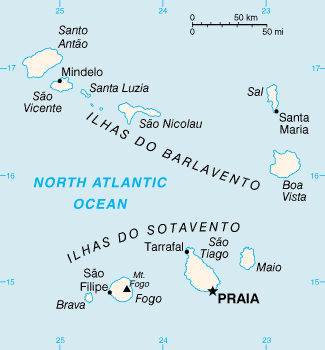
Die Inseln Kap Verdes

Die Liste der Flughäfen in Kap Verde enthält die zivilen Flughäfen des westafrikanischen Staates Kap Verde, alphabetisch nach Orten aufgelistet.
| Insel       | Ortschaft      | ICAO-Code | IATA-Code | Name des Flughafens       |
| ----------- | -------------- | --------- | --------- | ------------------------- |
| Boa Vista   | Rabil          | GVBA      | BVC       | Flughafen Boa Vista Rabil |
| Fogo        | São Filipe     | GVSF      | SFL       | Flughafen São Filipe      |
| Maio        | Cidade do Maio | GVMA      | MMO       | Flughafen Maio            |
| Sal         | Espargos       | GVAC      | SID       | Flughafen Amilcar Cabral  |
| Santiago    | Praia          | GVNP      | RAI       | Flughafen Praia           |
| São Nicolau | Preguiça       | GVSN      | SNE       | Flughafen Preguiça        |
| São Vicente | São Pedro      | GVSV      | VXE       | Flughafen São Pedro       |